# OMデジタルソリューションズ
OMデジタルソリューションズ株式会社（オーエムデジタルソリューションズ、英: OM Digital Solutions Corporation）は、日本の光学機器メーカー。

## 概要
当社はオリンパス株式会社の映像事業部門を前身とする企業である。オリンパスは映像事業部門を譲渡するにあたり、当社を完全子会社として設立し、映像事業を吸収分割により継承させた上で、当社の株式の95%を日本産業パートナーズが設立した特別目的会社であるOJホールディングス株式会社に譲渡した。なお、医療事業及び産業用の顕微鏡等の事業はオリンパスで継続されていたが、2021年11月に分社化されエビデントが設立、2023年4月には米国投資ファンドのベインキャピタルへと売却された。
事業譲渡後、「OM-D」「PEN」「ZUIKO」のブランドは、当社に継承された。
「オリンパス」のブランドについては、事業譲渡時に譲り受けた製品や発売予定発表済の製品については引き続き用いていた。
2021年（令和3年）10月27日、オリンパスに替わり「OM SYSTEM」を新ブランドとすることを発表した
。ミラーレス一眼「OM-D」の他、「PEN」シリーズやICレコーダー（リニアPCMレコーダーの「LS」シリーズ含む）、双眼鏡等のOMデジタルソリューションが扱う全製品を対象とするブランドとなる。
2022年（令和4年）9月9日に発売されたハイレゾ対応リニアPCMレコーダー「LS-P5」より順次、同社の新製品におけるオリンパスブランドが廃止されることとなった。それ以前から発売されているオリンパスブランドの製品にも、2023年1月に改訂された各商品パンフレットには「OM SYSTEM」マークが追加されている。

## 製品

### デジタル一眼カメラ

#### OLYMPUS OM-Dシリーズ
マイクロフォーサーズシステムを採用したミラーレス一眼カメラ。35mmフイルム式一眼レフ・OMシリーズのデジタル版として位置づけられている。
- E-M1X
- E-M1 Mark III
- E-M1 Mark II
- E-M5 Mark III
- E-M5 Mark II
- E-M10 Mark IV
- E-M10 Mark III[7]

#### OLYMPUS PENシリーズ
マイクロフォーサーズシステムを採用したミラーレス一眼カメラ。オリンパス・ペンのデジタル版として位置づけられている。
- E-PL9
- E-PL10[8]

#### OM SYSTEM

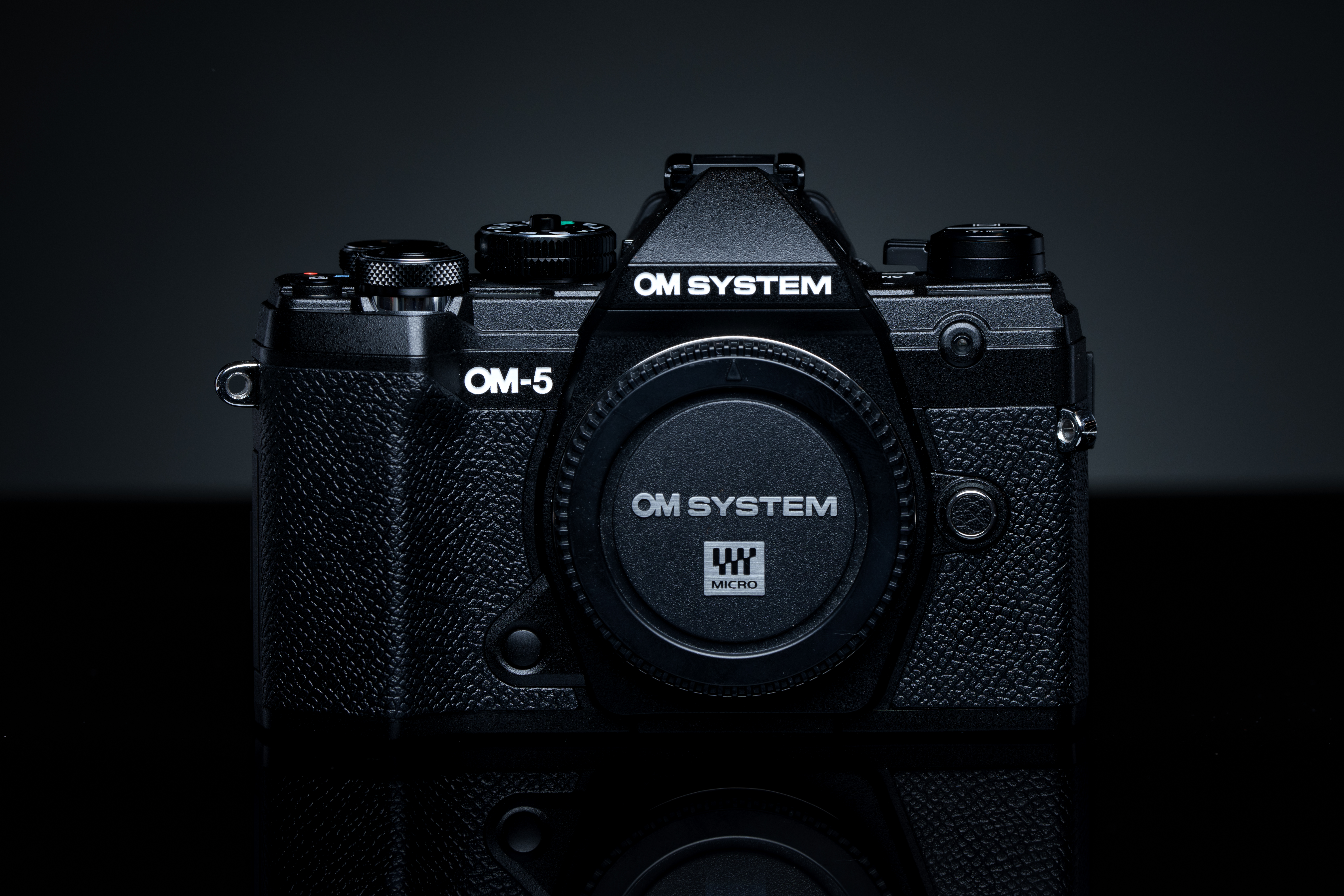
OM-5

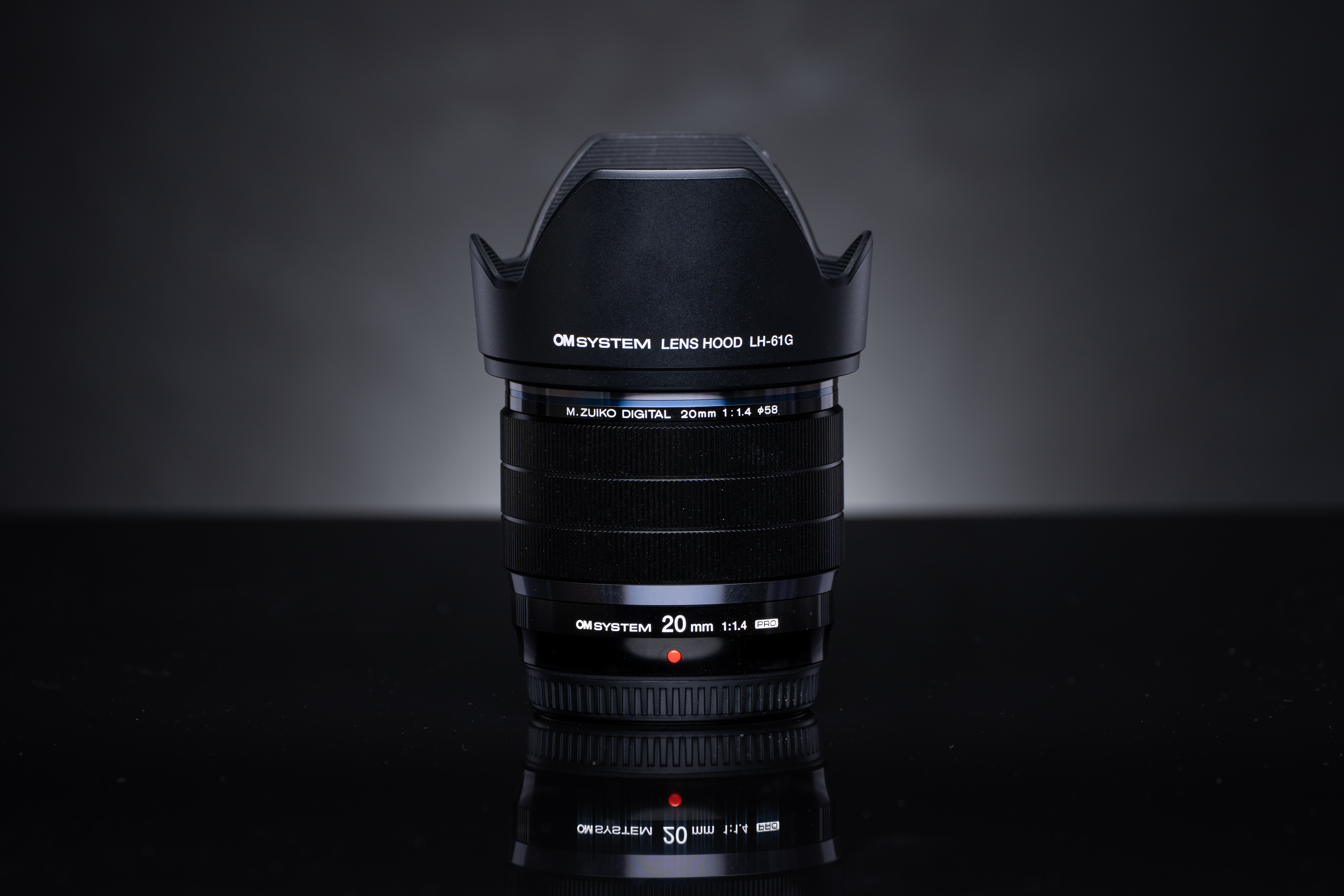
M.Zuiko Digital ED 20mm f 1.4 PRO

マイクロフォーサーズシステムを採用したミラーレス一眼カメラ。自社発売製品には「OM SYSTEM」ブランドが付けられる。
- OMデジタルソリューションズ オリンパス・ペン E-P7（英語版）[注 1]
- OM-1（英語版）[注 2]
  - OM-1 Mark II
- OM-3（英語版）
- OM-5（英語版）

### コンパクトデジタルカメラ

#### T（Tough）シリーズ
防水コンパクトデジタルカメラのシリーズ。
- OLYMPUS Tough TG-6[9]
- OM SYSTEM Tough TG-7[10]

### 録音システム（ICレコーダー/リニアPCMレコーダー）

#### Voice-Trekシリーズ → OM SYSTEM WSシリーズ
ICレコーダーのシリーズ。
- - DP-401
  - VN-551PC
  - V-872
  - V-873
  - VP-20+TP8通話録音セット
  - DM-750
  - WS-882
  - WS-883

#### OLYMPUS LSシリーズ → OM SYSTEM LSシリーズ
リニアPCMレコーダーのシリーズ。
- - LS-P4[11]（一連のリニアPCMレコーダーとしては業界初のFLAC形式の音声ファイルフォーマットによる録音・再生が可能）
  - LS-P5（上記のLS-P4の後継機種）

### その他
- 双眼鏡[12]